# Circuit de Miramas

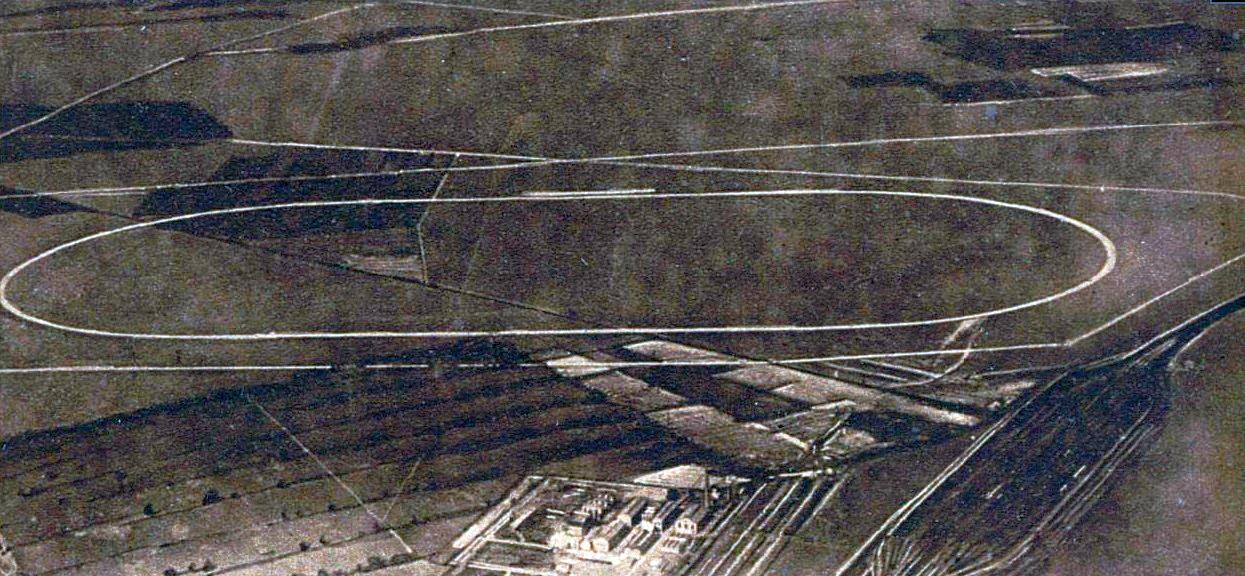
L'autodrome de Miramas en 1924.

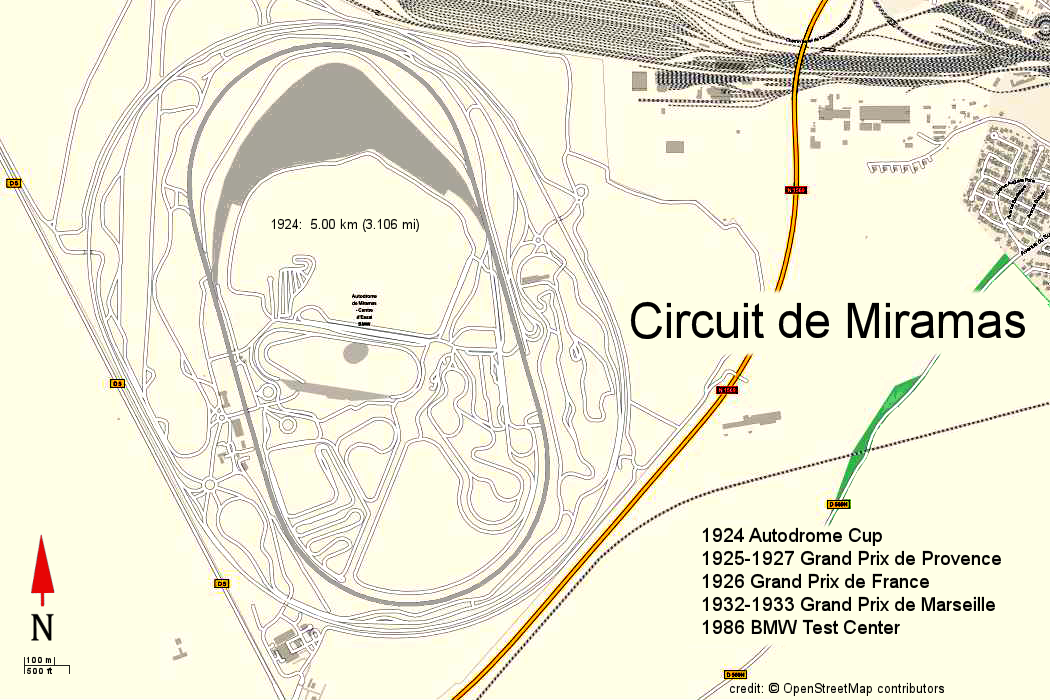
Le circuit de Miramas avant guerre.

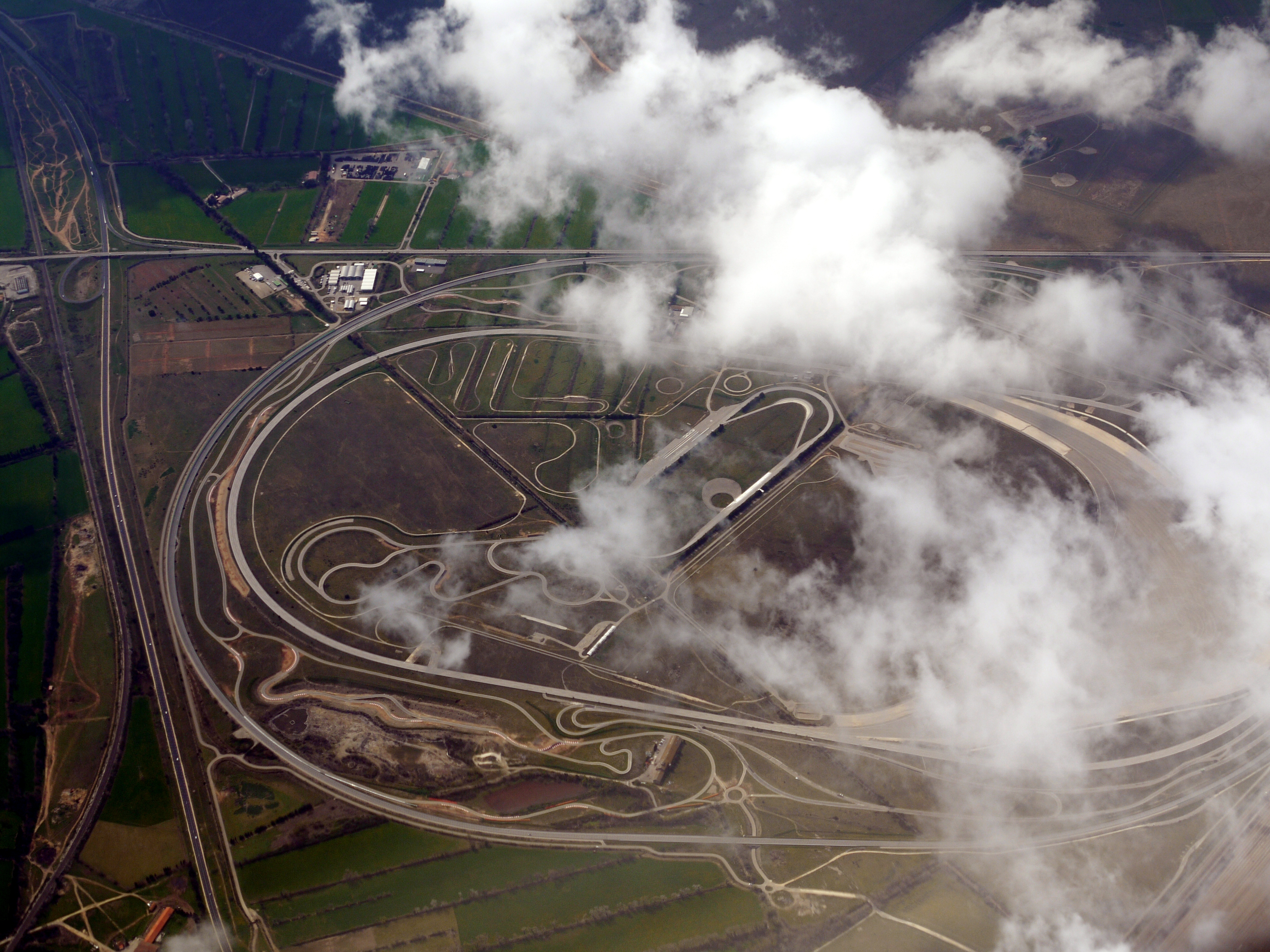
Le circuit de Miramas actuel.

Le circuit de Miramas, conçu en 1924 par le pilote français Paul Bablot associé à l’Automobile club de Marseille, est un circuit automobile situé sur la commune d'Istres, à proximité du village d'Entressen et de la commune de Miramas, près de l'étang de Berre, dans les Bouches-du-Rhône, France. Depuis 1986, il est la propriété de la firme allemande BMW qui l'utilise comme piste d'essais.

## Historique
En 1924 déjà, Giulio Foresti atteint sur celui-ci officieusement la vitesse de 257 km/h avec un véhicule élaboré à Paris grâce à Sunbeam, appelé Djelmo.
En 1925 et 1926, le Moto Club de Marseille organise sur place ses Grand Prix automobiles en nom propre, pour des cyclecars (vainqueurs Didier sur Salmson VAL, puis Jourdan sur Giraud Speciale).
Le circuit accueille alors le Grand Prix de France 1926 et Jules Goux avec sa Bugatti sur son ovale de 5 km, le Grand Prix automobile de Marseille 1932, 1933, 1936 et 1937 (en version Sport pour ces deux dernières années), ainsi qu'ultérieurement des épreuves du Rallye Pétrole-Provence, mais également la Coupe de l'Autodrome 1924 (vainqueur l'argentin Martín de Álzaga, première victoire d'un sud-américain lors d'un Grand Prix européen) et le Grand Prix de Provence en 1925, 1926 et 1927 (où brillent Henry Segrave et Louis Chiron).
En 1960, la firme Simca, souhaitant faire un « coup publicitaire » pour promouvoir la Simca Ariane (une grande voiture équipée d'un petit moteur économique provenant de l'Aronde, modèle plus modeste) monopolise le circuit, alors vieillissant et plus facilement disponible que Montlhéry, durant 5 mois pour un record d'endurance (200 000 km à 100 km/h de moyenne). L'Ariane passe le test haut la main et une série spéciale dénommée Ariane Miramas est créée pour l'occasion, mais les ventes resteront en deçà des espoirs de la firme de Poissy.